# L'Aldosa
L'Aldosa är en ort i Andorra. Den ligger i parroquian La Massana, i den centrala delen av landet. L'Aldosa ligger 1 296 meter över havet och antalet invånare är 594.
Terrängen runt L'Aldosa är huvudsakligen bergig, men den allra närmaste omgivningen är kuperad. L'Aldosa ligger nere i en dal. Närmaste större samhälle är La Massana, 0,67 kilometer väster om L'Aldosa. 
I trakten runt L'Aldosa växer i huvudsak barrskog.